# 迪肯贝·穆托姆博
迪肯贝·穆托姆博·姆波隆多·穆坎巴·让-雅克·瓦穆托姆博（法語：Dikembe Mutombo Mpolondo Mukamba Jean-Jacques Wamutombo，1966年6月25日—2024年9月30日），生于剛果民主共和國的首都利奧波德維爾 （現稱金沙萨），前職業籃球員。他被广泛认为是NBA联盟中最优秀的盖帽高手之一和最强悍的防守球员，他曾经获得过4次NBA最佳防守球員。穆湯波身高为7英尺2英寸（2.18米），体重为265磅（120.2公斤）。他一般被称为“迪肯贝·穆托姆博”，此外还拥有“非洲大山”、「剛果國王」、“鍋神”、“瓦莫托”、“防守”、“蠢人”、“穆大叔”、“木桶伯”（来自其名字的中文谐音）「餅乾怪獸」（因為講話嗓音跟芝麻街角色相似）等外号。
在2009年NBA季後賽結束時，穆湯波宣布退休。2015年9月11日，穆湯波入選了奈史密斯籃球名人紀念堂。2024年9月30日因腦癌去世，享年58歲。

## 生平

### 大學時期
他最开始想成为一名内科医师。他获得了美國國際開發署提供的奖学金。球队教练约翰·汤普森确信穆托姆博能够成为一名优秀的篮球运动员。之后穆托姆博在他的指导下成为了学校一名优秀的中锋，延续了乔治城大学的高大中锋传统。他被认为是乔治城大学上最优秀的盖帽手，他曾经在一场比赛中送出12次封盖，也创造了队史纪录。他和自己的队友阿朗佐·莫宁一起成为了队中最坚实的防线。读大学期间，因為他特殊的国际生背景，他参加了美國國會以及世界銀行的暑期實習。1991年畢業時取得語言學與外交的學士學位。

### 職業生涯

#### 丹佛掘金（1991年—1996年）
1991年NBA选秀中，穆托姆博在首轮第四位被丹佛掘金选中。作为一名新秀，他入选了全明星阵容，平均每场拿下16.6分和12.3个篮板，还有接近3个盖帽。作为掘金队前场进攻的基石，穆托姆博成为了联盟中最强悍的防守球员之一，他也连续五年在篮板球和盖帽数上排名联盟前列。但是由于身边没有能够辅佐自己的明星球员，掘金队最好的成绩也仅仅是穆托姆博加盟他们之后的第三个赛季取得的42胜40负。但也就是在这个赛季中，穆托姆博带领的掘金队创造了"黑八奇跡"，成功的在第一轮击败排名第一的西雅图超音速。
穆托姆博的防守能力是他们能够取得胜利的关键。他在五场比赛中总共送出了31次盖帽。同赛季他也第一次拿到NBA年度最佳防守球员奖项。

#### 亚特兰大鹰（1996年—2001年）
95-96赛季，穆托姆博和掘金队的合同到期，他决定以自由人身份签约亚特兰大鹰。穆托姆博在鹰队仍然继续自己的良好防守表现，并且有更上一层楼的趋势。在鹰队期间他两次荣膺最佳防守球员奖，多次入选最佳防守阵容。他那在成功封盖对手之后摇动手指的动作还成为了自己的标志。在缩水的98-99赛季，他获得了NBA的IBM奖项，这个奖项的获胜者由计算机公式算出。

### 费城76人（2001-2002）

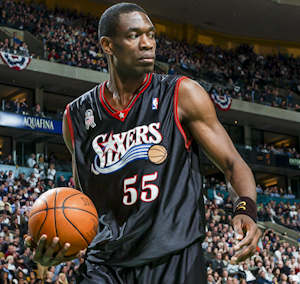
穆湯波在七六人

随着老鷹的衰落，穆托姆博和罗肖恩·麦克劳德（Roshown McLeod）在2001年2月被交易到了费城76人，並換來了胡安·伊格納西奧·桑切斯（Juan Ignacio Sánchez）、托尼·庫科奇（Toni Kukoč）、納茲爾·穆罕默德（Nazr Mohammed）以及受傷的西奧·拉特利夫（Theo Ratliff）。
2000-01赛季可以說是穆湯波表現最好的一次，穆湯波在本賽季獲得了自己生涯的第四个最佳防守球员奖项，同时也第三度入选NBA最佳防守阵容，同年穆湯波获得了职业生涯第二个篮板王。在这一年，穆湯波與艾倫·艾佛森聯手幫助76人殺入NBA總決賽，但是以1-4慘遭洛杉矶湖人淘汰，穆湯波平均16.8分，12.2籃板和2.2阻攻。第二年作为自由球員的穆湯波，他在賽季結束後與76人重新簽約，達成了一項為期6年的合同。
2001-02赛季，穆湯波和艾佛森又合力将76人带进了季后赛，在2002年3月9日对上前東家亚特兰大老鹰的比赛中，穆湯波全场9次抄截，创下个人单场抄截新高。季后赛中穆湯波上场34.6分钟，场均能夠得到8.8分，10.6篮板和1.8次阻攻。
賽季結束之后穆湯波被交易到了新泽西网，很多人认为穆湯波的职业生涯很可能会就此结束。

#### 紐澤西籃網（2002年—2003年）
当时的籃網隊正在寻找一个可以和沙奎尔·奥尼尔以及蒂姆·邓肯相抗衡的高个球员。穆托姆博被他们从76人队交易而来。但是他在籃網隊的第一个赛季，穆湯波因为伤病只参加了24场比赛，而且无法继续季后赛的比赛。

#### 紐約尼克（2003年—2004年）
穆湯波於2003年10月與紐約尼克簽署了為期兩年的合約。在對陣籃網隊的主場表現之後，尼克隊球迷開始學穆湯波搖手指。NBA執法強調「對籃球這項運動的尊重」，因此任何不適當的言行，NBA都會毫不留情處罰。不過，「搖手指」行為並不在他們考慮的處罰範圍之內，只要不是直接向球員挑釁，聯盟不會懲罰他。2004年8月，尼克將穆湯波與謝里亞·史巴斯基（Cezary Trybański）、奧塞拉·哈靈頓（Othella Harrington）和法蘭克·威廉斯（Frank Williams）交易至芝加哥公牛，換取了傑羅姆·威廉斯（Jerome Williams）和贾马尔·克劳福德（Jamal Crawford）。

#### 休斯敦火箭（2004年—2009年）

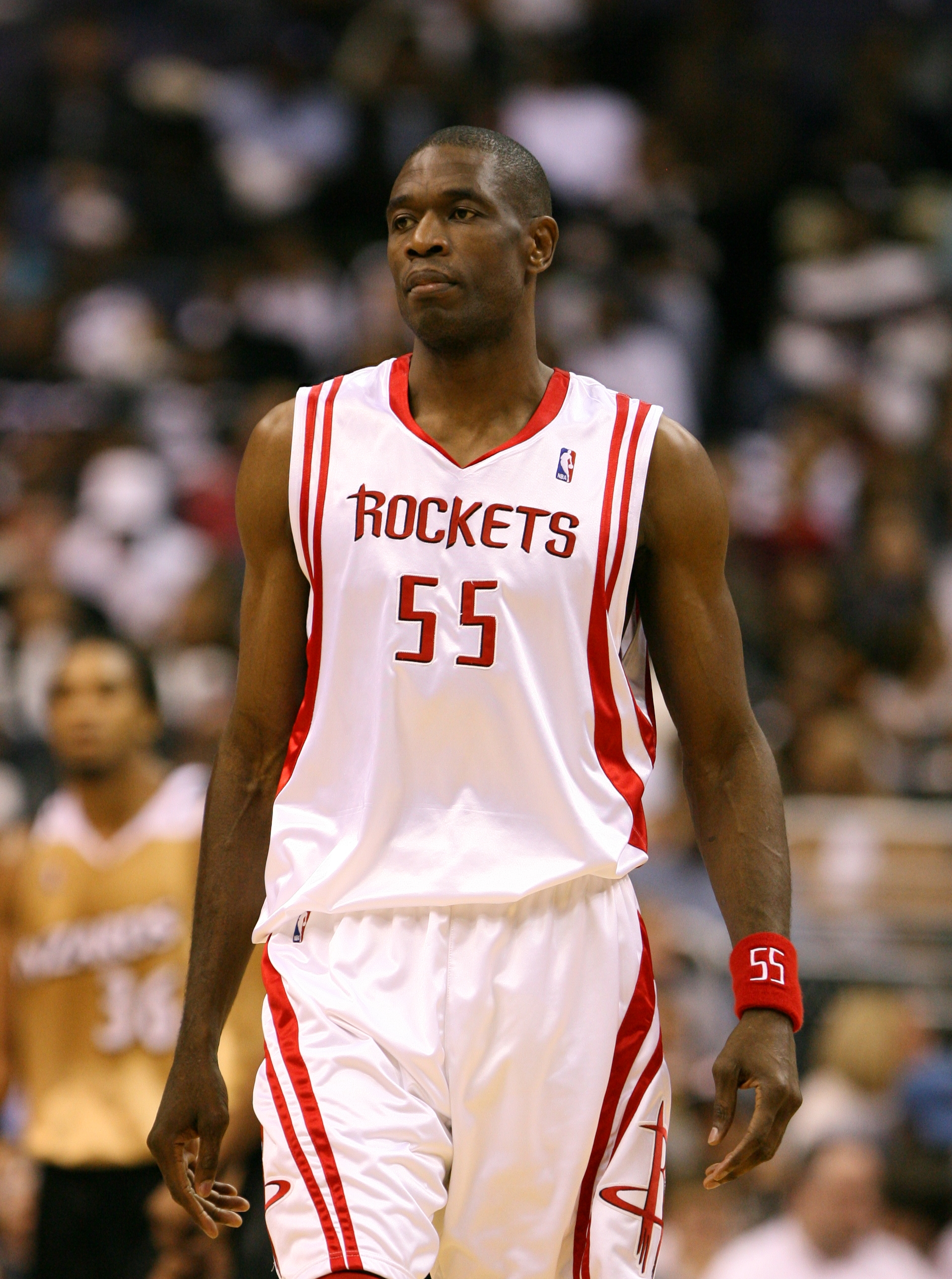
穆湯波生涯末期效力於休士頓火箭（2008年3月）

在2004-05賽季開始之前，公牛隊將穆湯波交易至休士頓火箭。他成为了火箭隊新生代中鋒姚明的替补，组成了NBA最强大的禁區组合。他在火箭队的第一个赛季表现相当出色（每场15.2分钟，5.3篮板和4分）。但是因为火箭全队后劲不足，在前2个客场取胜并被认为将横扫达拉斯小牛的情况下，在自己2个主场居然让对手扳平。随后双方各自又赢一场，在最后的决战上，火箭全队突然发挥失常，大比分输球，从而在第一轮惜败小牛队。
在2009年季後賽首輪第二場比賽的第2節，穆湯波在與格雷格·奧登卡位時受傷，最後用擔架床運出。賽後他表示：「我的籃球生涯結束了」。之後確定為左膝股四頭肌拉傷，2009年4月23日，穆湯波宣佈退休，結束他在NBA的18個球季。

### 病逝
2022年10月15日，穆托姆博確診患有腦瘤，聲明由NBA官方代為發布。2024年9月30日，他因腦癌在亞特蘭大的家中病逝。

## 獲獎與榮譽

### NBA獎項
- NBA總阻攻榜排名第二
- 4次入選NBA最佳防守球員（1995、1997、1998、2001）
- 8次入選NBA全明星賽（1992、1995－1998、2000－2002）
- 3次入選NBA最佳陣容:

- NBA年度第二隊（2001）
- NBA年度第三隊（1998、2002）

- 6次入選最佳防守陣容

- NBA最佳防守陣容第一隊（1997、1998、2001）
- NBA最佳防守陣容第二隊（1995、1999、2002）

- NBA最佳新秀陣容第一隊：1992

### NBA紀錄
- 2次NBA常规赛季平均篮板第一：2000（14.1），2001（13.5）
- 4次NBA常规赛季篮板总数第一：1995（1029），1997（929），1999（610），2000（1157）
- 1次NBA常规赛季进攻篮板第一：2001（307）
- 2次NBA常规赛季防守篮板第一：1999（418），2000（853）
- 3次NBA常规赛季平均盖帽第一：1994（4.1），1995（3.9），1996（4.5）
- 5次NBA常规赛季盖帽总数第一：1994（336），1995（321），1996（332），1997（264），1998（277）
- 幫助金塊隊在1994年季後賽创造老八傳奇，5場平均成績12.6分、12.2籃板、6.2阻攻[8]。
- 在缺少姚明的情况下，帮助火箭队取得22连胜[9]。

## 生涯成績

### NBA例行賽數據
| 賽季    | 球隊         | GP   | GS  | MPG  | FG%  | 3P% | FT%  | RPG  | APG | SPG | BPG | PPG  |
| ------- | ------------ | ---- | --- | ---- | ---- | --- | ---- | ---- | --- | --- | --- | ---- |
| 1991–92 | 丹佛金塊     | 71   | 71  | 38.3 | 49.3 | 0.0 | 64.2 | 12.3 | 2.2 | 0.6 | 3.0 | 16.6 |
| 1992–93 | 丹佛金塊     | 82   | 82  | 36.9 | 51.0 | 0.0 | 68.1 | 13.0 | 1.8 | 0.5 | 3.5 | 13.8 |
| 1993–94 | 丹佛金塊     | 82   | 82  | 34.8 | 56.9 | 0.0 | 58.3 | 11.8 | 1.5 | 0.7 | 4.1 | 12.0 |
| 1994–95 | 丹佛金塊     | 82   | 82  | 37.8 | 55.6 | 0.0 | 65.4 | 12.5 | 1.4 | 0.5 | 3.9 | 11.5 |
| 1995–96 | 丹佛金塊     | 74   | 74  | 36.7 | 49.9 | 0.0 | 69.5 | 11.8 | 1.5 | 0.5 | 4.5 | 11.0 |
| 1996–97 | 亞特蘭大老鷹 | 80   | 80  | 37.2 | 52.7 | 0.0 | 70.5 | 11.6 | 1.4 | 0.6 | 3.3 | 13.3 |
| 1997–98 | 亞特蘭大老鷹 | 82   | 82  | 35.6 | 53.7 | 0.0 | 67.0 | 11.4 | 1.0 | 0.4 | 3.4 | 13.4 |
| 1998–99 | 亞特蘭大老鷹 | 50   | 50  | 36.6 | 51.2 | 0.0 | 68.4 | 12.2 | 1.1 | 0.3 | 2.9 | 10.8 |
| 1999–00 | 亞特蘭大老鷹 | 82   | 82  | 36.4 | 56.2 | 0.0 | 70.8 | 14.1 | 1.3 | 0.3 | 3.3 | 11.5 |
| 2000–01 | 亞特蘭大老鷹 | 49   | 49  | 35.0 | 47.7 | 0.0 | 69.5 | 14.1 | 1.1 | 0.4 | 2.8 | 9.1  |
| 2000–01 | 費城七六人   | 26   | 26  | 33.7 | 49.5 | 0.0 | 75.9 | 12.4 | 0.8 | 0.3 | 2.5 | 11.7 |
| 2001–02 | 費城七六人   | 80   | 80  | 36.3 | 50.1 | 0.0 | 76.4 | 10.8 | 1.0 | 0.4 | 2.4 | 11.5 |
| 2002–03 | 紐澤西籃網   | 24   | 16  | 21.4 | 37.4 | 0.0 | 72.7 | 6.4  | 0.8 | 0.2 | 1.5 | 5.8  |
| 2003–04 | 紐約尼克     | 65   | 56  | 23.0 | 47.8 | 0.0 | 68.1 | 6.7  | 0.4 | 0.3 | 1.9 | 5.6  |
| 2004–05 | 休士頓火箭   | 80   | 2   | 15.2 | 49.8 | 0.0 | 74.1 | 5.3  | 0.1 | 0.2 | 1.3 | 4.0  |
| 2005–06 | 休士頓火箭   | 64   | 23  | 14.9 | 52.6 | 0.0 | 75.8 | 4.8  | 0.1 | 0.3 | 0.9 | 2.6  |
| 2006–07 | 休士頓火箭   | 75   | 33  | 17.2 | 55.6 | 0.0 | 69.0 | 6.5  | 0.2 | 0.3 | 1.0 | 3.1  |
| 2007–08 | 休士頓火箭   | 39   | 25  | 15.9 | 53.8 | 0.0 | 71.1 | 5.1  | 0.1 | 0.3 | 1.2 | 3.0  |
| 2008–09 | 休士頓火箭   | 9    | 2   | 10.7 | 38.5 | 0.0 | 66.7 | 3.7  | 0.0 | 0.0 | 1.2 | 1.8  |
| 生涯    |              | 1196 | 997 | 30.8 | 51.8 | 0.0 | 68.4 | 10.3 | 1.0 | 0.4 | 2.8 | 9.8  |
| 明星賽  |              | 8    | 3   | 17.5 | 59.5 | 0.0 | 75.0 | 9.3  | 0.3 | 0.4 | 1.2 | 6.3  |

### NBA季後賽數據
| 賽季 | 球隊         | GP  | GS | MPG  | FG%   | 3P% | FT%   | RPG  | APG | SPG | BPG | PPG  |
| ---- | ------------ | --- | -- | ---- | ----- | --- | ----- | ---- | --- | --- | --- | ---- |
| 1994 | 丹佛金塊     | 12  | 12 | 42.6 | 46.3  | 0.0 | 60.2  | 12.0 | 1.8 | 0.7 | 5.8 | 13.3 |
| 1995 | 丹佛金塊     | 3   | 3  | 28.0 | 60.0  | 0.0 | 66.7  | 6.3  | 0.3 | 0.0 | 2.3 | 6.0  |
| 1997 | 亞特蘭大老鷹 | 10  | 10 | 41.5 | 62.8  | 0.0 | 71.9  | 12.3 | 1.3 | 0.1 | 2.6 | 15.4 |
| 1998 | 亞特蘭大老鷹 | 4   | 4  | 34.0 | 45.8  | 0.0 | 62.5  | 12.8 | 0.3 | 0.3 | 2.3 | 8.0  |
| 1999 | 亞特蘭大老鷹 | 9   | 9  | 42.2 | 56.3  | 0.0 | 70.2  | 13.9 | 1.2 | 0.6 | 2.6 | 12.6 |
| 2001 | 費城七六人   | 23  | 23 | 42.7 | 49.0  | 0.0 | 77.7  | 13.7 | 0.7 | 0.7 | 3.1 | 13.9 |
| 2002 | 費城七六人   | 5   | 5  | 34.6 | 45.2  | 0.0 | 61.5  | 10.6 | 0.6 | 0.4 | 1.8 | 8.8  |
| 2003 | 紐澤西籃網   | 10  | 0  | 11.5 | 46.7  | 0.0 | 100.0 | 2.7  | 0.6 | 0.3 | 0.9 | 1.8  |
| 2004 | 紐約尼克     | 3   | 0  | 12.7 | 33.3  | 0.0 | 100.0 | 3.3  | 0.0 | 0.3 | 1.3 | 2.3  |
| 2005 | 休士頓火箭   | 7   | 0  | 14.4 | 54.5  | 0.0 | 76.9  | 5.0  | 0.3 | 0.3 | 1.0 | 3.1  |
| 2007 | 休士頓火箭   | 7   | 0  | 5.7  | 100.0 | 0.0 | 100.0 | 1.6  | 0.1 | 0.0 | 0.4 | 1.3  |
| 2008 | 休士頓火箭   | 6   | 6  | 20.5 | 61.5  | 0.0 | 63.6  | 6.5  | 0.3 | 0.2 | 1.8 | 3.8  |
| 2009 | 休士頓火箭   | 2   | 0  | 10.0 | 0.0   | 0.0 | 0.0   | 4.5  | 0.0 | 0.5 | 1.0 | 0.0  |
| 生涯 |              | 101 | 72 | 30.9 | 51.7  | 0.0 | 70.3  | 9.5  | 0.8 | 0.4 | 2.5 | 9.1  |

## 個人生活與其他

### 慈善事业

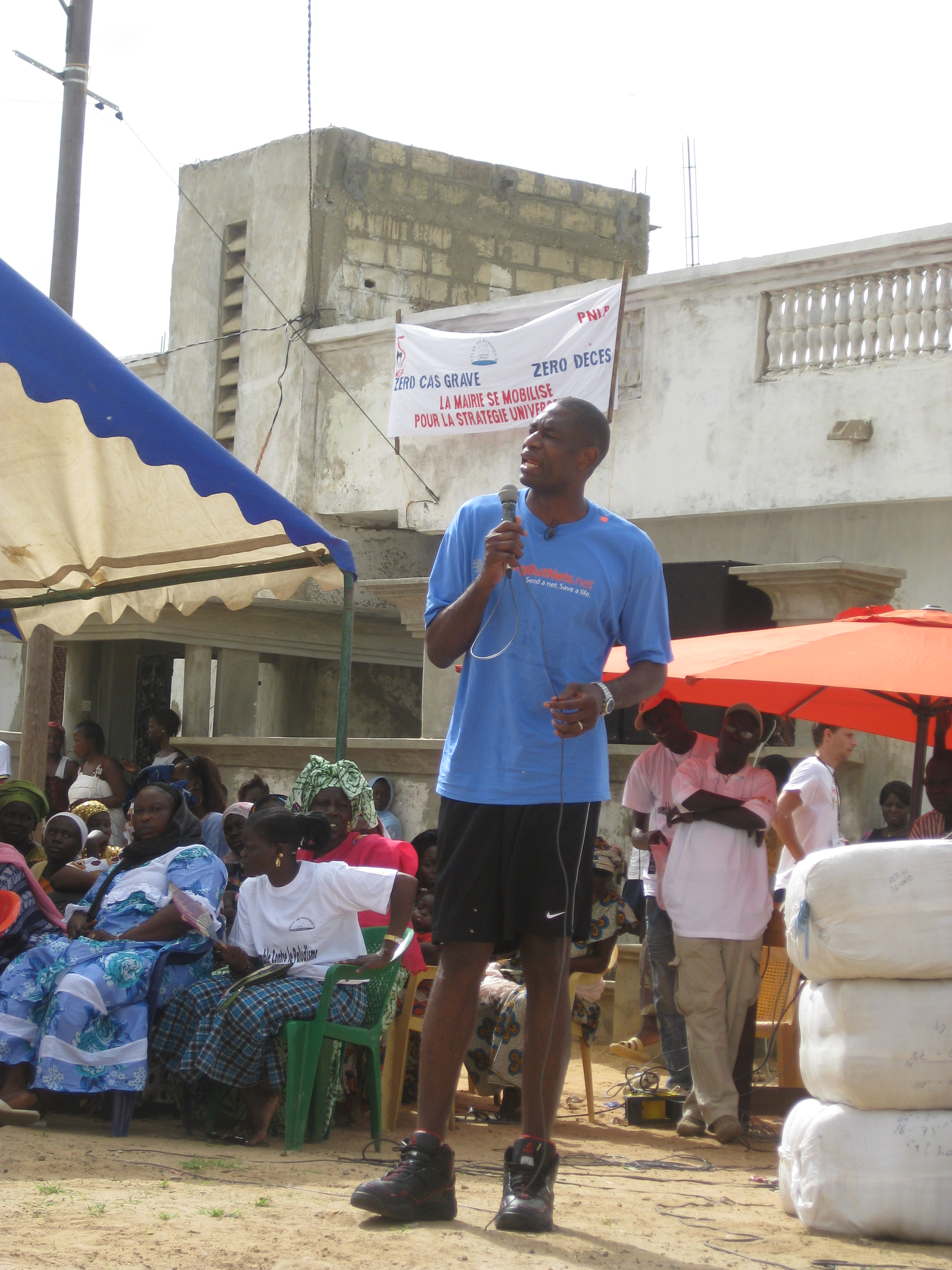
穆湯波介紹蚊帳對睡眠的重要性。

作为一个公认的人道主义者，穆托姆博在1997年建立了迪肯贝·穆托姆博基金会以帮助他的家乡扎伊尔，现在被称为刚果民主共和国的人民提高生活水準。他所作的一切让他在2001年获得了NBA颁发的人道主义奖项。同年，他在自己的家乡金沙萨建立之医院开始动土兴建。2004年初，这个金沙萨四十年来第一个医疗设施终于完工。他本人也为医院的建设捐赠了350万美元。

## 軼事
- 穆托姆博的名字全寫 Dikembe Mutombo Mpolondo Mukamba Jean Jacques Wamutombo，是他的父親為他起的，因為其父親覺得名字很長很威風。但年少時期的穆托姆博因為身體虛弱，經常不能完全讀出自己的全名。
- 关于穆托姆博的最著名的引语莫过于“谁想引起穆托姆博的性欲？”（Who wants to sex Mutombo?），这条引语也是他在乔治城大学读书时候获得的。现在它仍然被使用，尽管有争议说这条引语有沙文主义的嫌疑，但是仍然在篮球爱好者之间传诵。
- 在一次成功的封蓋後，穆托姆博通常會對被封蓋的球員搖動自己的食指，他自己解釋的意思是「不要隨便闖進來，這兒是我的地盤」。雖然搖手指的動作也因此讓他常常受到聯盟的處罰，但聯盟允許他打完火鍋後對觀眾席搖手指。甚至因為他的慈善大使越做越出色，聯盟開始對他的搖手指睜一隻眼閉一隻眼。
- 穆托姆博能够流利的以下面几种语言交流：英语、法语、西班牙语、葡萄牙语、林加拉语、奇卢伯语，以及其他三种非洲中部方言。
- 穆托姆博还曾经入选2002年的NBA采访阵容。
- 穆托姆博的鞋子号码在NBA中和沙奎尔·奥尼尔并列第一：22码。
- 作为掘金队新秀的穆托姆博曾经问乔丹能否闭眼投进罚球。乔丹闭眼之后成功进球，然后告诉穆托姆博：“欢迎来到NBA”。
- 1997年的NBA季后赛中，穆托姆博称乔丹从未在自己的头上扣篮过。乔丹随后就在比赛中成功在穆湯波面前扣篮，并且对他模仿其最著名的摇手指动作。结果被NBA认为是侮辱对方球员，而被判技术犯规。
- 在他的家乡扎伊尔（现在被称为刚果民主共和国），穆托姆博被公认为超级明星。[來源請求]